# 穆富利拉縣

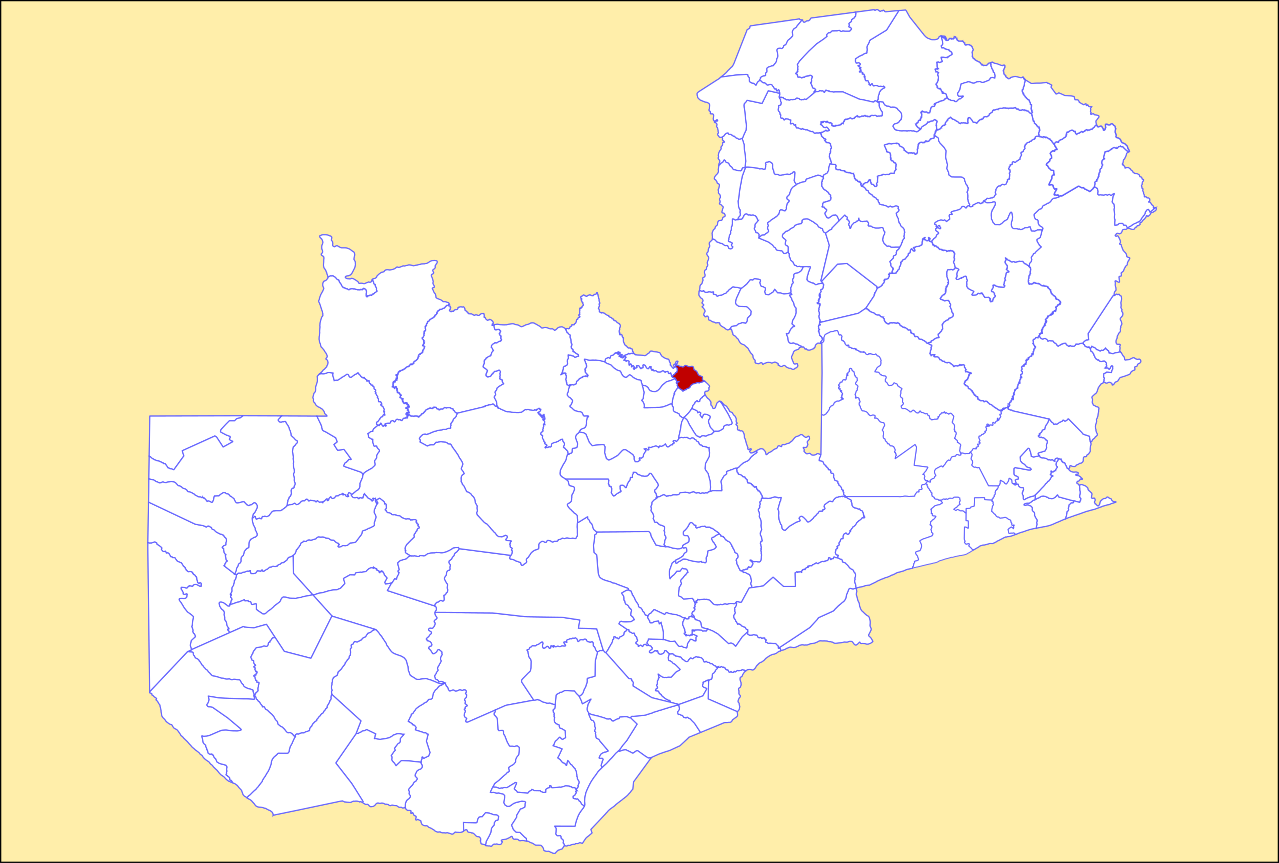

12°30′S 28°15′E / 12.500°S 28.250°E
穆富利拉縣（英語：Mufulira District），是贊比亞的縣份，位於該國中部，由銅帶省負責管轄，首府設於穆富利拉，面積1,637平方公里，2010年人口162,889，人口密度每平方公里99.5人。